# Bazarnosyzgansky (huyện)
Huyện Bazarnosyzgansky (tiếng Nga: ? райо́н) là một huyện hành chính tự quản (raion), của Tỉnh Ulyanovsk, Nga. Huyện có diện tích 828 km². Trung tâm của huyện đóng ở Bazarniy.